# Mellicta oberthuri
Mellicta oberthuri är en fjärilsart som beskrevs av Marcel Caruel 1945. Mellicta oberthuri ingår i släktet Mellicta och familjen praktfjärilar. Inga underarter finns listade i Catalogue of Life.